# Louis Deschizeaux
Louis Deschizeaux, né le 15 décembre 1897 à Alexandrie (Égypte) et mort le 3 juillet 1987 à Suresnes (Hauts-de-Seine), est un homme politique français.

## Biographie
Benjamin d'une famille bourguignonne de Saône-et-Loire, Louis Deschizeaux interrompt ses études pendant la Première guerre mondiale et s'engage à 17 ans : ce n'est qu'après être revenu avec la Croix de guerre et la médaille militaire qu'il termine ses études de droit et son diplôme de sciences économiques
Avocat à la Cour d'appel de Paris, il met à profit sa connaissance des langues étrangères pour se lancer dans la publicité commerciale et le journalisme : il crée Pax Press, organisme de presse international qui a pour but de répandre des articles d'hommes politiques de gauche.
Candidat du parti socialiste pour la première circonscription de Châteauroux aux élections législatives de 1932, il est élu le 8 mai, au deuxième tour de scrutin, avec 7 780 voix contre 6 500 à Patureau-Mirand sur 14 760 votants ; il est réélu le 3 mai 1936, au deuxième tour également, avec 9 103 voix contre 5 015 à Sigonnaud sur 14 502 votants.
Lors de son premier mandat, il est membre de la Commission des colonies, de la Commission des douanes et des conventions commerciales ; il propose des lois sur les loyers, l'interdiction de séjour, la protection de la main-d'œuvre nationale ; il intervient pour défendre le marché du blé, les petites entreprises. Lors de son deuxième mandat, il est secrétaire de la Commission des affaires étrangères, rapporteur du budget de l'Information, rapporteur des Conventions de Montreux ; il dépose un projet de loi sur l'indépendance de la presse et s'intéresse à la crise du logement, au développement de la propagande à l'étranger.
Conseiller municipal en 1933, il est bientôt conseiller général de l'Indre élu dans le canton d'Ardentes en 1934, puis maire de Châteauroux en 1935. Comme la majorité de ses collègues parlementaires, il a le 10 juillet 1940, voté les pouvoirs constituants demandés par le maréchal Pétain ; il se montre dans un premier temps favorable au régime de Vichy allant jusqu'à accueillir le chef de l'État à Châteauroux le 28 mai 1942. Le Gouvernement de Vichy le révoque pourtant de ses fonctions de maire en juillet 1942 pour avoir refusé de soumettre au conseil municipal une motion appelant à la « répression des menées gaullistes et communistes ». Il est remplacé par un intendant militaire à la retraite, M. Emile Daumain.
Après la Libération, par sa décision du 5 décembre 1945, le Jury d'honneur maintient l'inéligibilité qui le frappait en raison de son vote du 10 juillet 1940, favorable au projet de loi constitutionnelle. Retiré de la politique, il exerce la profession de publicitaire. En 1958, après son amnistie en 1956 et alors que la Cinquième République naissante demande le renouvellement de l'Assemblée nationale, il redevient député de l'Indre (le 30 novembre, au deuxième tour, il réunit sur son nom 21 724 voix contre 8 669 au député sortant, ancien ministre, M. Edouard Ramonet sur 38 628 votants) et il est à nouveau conseiller municipal puis maire de Châteauroux en battant Ramonet en 1959. Le 25 novembre 1962 il est réélu député au deuxième tour, avec 23 130 voix contre 10 734 à Dauzier sur 33 864 votants. En 1964 il retrouve son mandat de conseiller général, élu cette fois-ci dans le canton de Levroux.
À l'Assemblée nationale, il siège, comme apparenté au groupe socialiste, à la Commission des affaires étrangères. Il intervient dans la discussion du projet d'organisation agricole et participe aux débats budgétaires. En tant que parlementaire, il siège à l'Assemblée parlementaire du Conseil de l'Europe de 1963 à 1967. En 1967 justement, il est battu de 19 voix aux élections législatives de mars par le gaulliste François Gerbaud ; il décide de demander l'annulation du scrutin par le Conseil Constitutionnel. Ce dernier rejette sa demande et, en signe de protestation, il démissionne de son mandat de maire de Châteauroux en juillet, son adjoint M. Gaston Petit le remplace. Il n'est pas réélu aux cantonales de 1970 dans le canton de Levroux et c'est encore M. Gerbaud qui lui succède.

## Sources
- « Louis Deschizeaux », dans le Dictionnaire des parlementaires français (1889-1940), sous la direction de Jean Jolly, PUF, 1960 [détail de l’édition]